# Won by a Fish
Won by a Fish er en amerikansk stumfilm fra 1912 af Mack Sennett.

## Medvirkende
- Edward Dillon som Harry.
- Mary Pickford.
- Dell Henderson.
- Kate Bruce.